# Puerto-ricanische Volleyballnationalmannschaft der Frauen
Die puerto-ricanische Volleyballnationalmannschaft der Frauen ist eine Auswahl der besten puerto-ricanischen Spielerinnen, die die Federación Puertorriqueña de Voleibol bei internationalen Turnieren und Länderspielen repräsentiert.

## Geschichte

### Weltmeisterschaft
Die Puertoricanerinnen nahmen 1974 erstmals an einer Volleyball-Weltmeisterschaft teil und belegten den 22. Platz. Acht Jahre später steigerten sie sich auf Rang 17. Ihr bislang bestes Resultat erzielte sie 2002 als Neunter. Mit den Teilnahmen an den Turnieren 2002 bis 2022 nahmen sie an sechs Weltmeisterschaften infolge teil.

### Olympische Spiele
Zum ersten und bislang einzigen Mal nahm Puerto Rico an den Olympischen Spielen 2016 teil. Dort schieden sie sieglos in der Vorrunde aus.

### NORCECA-Meisterschaft
Bei den ersten drei NORCECA-Meisterschaften wurden die puerto-ricanischen Frauen Fünfter, Vierter und Sechster. 1977 belegten sie erneut den fünften Rang. Von 1981 bis 1999 waren sie ununterbrochen dabei. Zunächst steigerten sie sich von Platz sechs auf vier, aber 1989 im eigenen Land reichte es wieder nur zum sechsten Platz. Das gleiche Ergebnis gab es zwei Jahre später. Anschließend wurden die Puertoricanerinnen bei acht Turnieren sechsmal Fünfter. 2001 fehlten sie und 2005 kamen sie auf den vierten Rang.

### World Cup
Beim World Cup hat Puerto Rico noch nicht mitgespielt.

### World Grand Prix
Beim World Grand Prix landeten die puerto-ricanischen Frauen 2009 auf Platz zehn und 2010 auf Platz elf.

### Nations League
An der Nations League nahm Puerto Rico bislang nicht teil (Stand 2022).